# Phyllodistomum staffordi
Phyllodistomum staffordi är en plattmaskart. Phyllodistomum staffordi ingår i släktet Phyllodistomum och familjen Gorgoderidae. Inga underarter finns listade i Catalogue of Life.